# Sophta
Sophta là một chi bướm đêm thuộc họ Noctuidae.

## Các loài
- Sophta adusta Wileman & West, 1929
- Sophta concavata Walker, [1863]
- Sophta hapalopis Turner, 1925
- Sophta poecilota Turner, 1908